# アクアエクスプレス
- 国鉄キハ58系気動車 > アクアエクスプレス

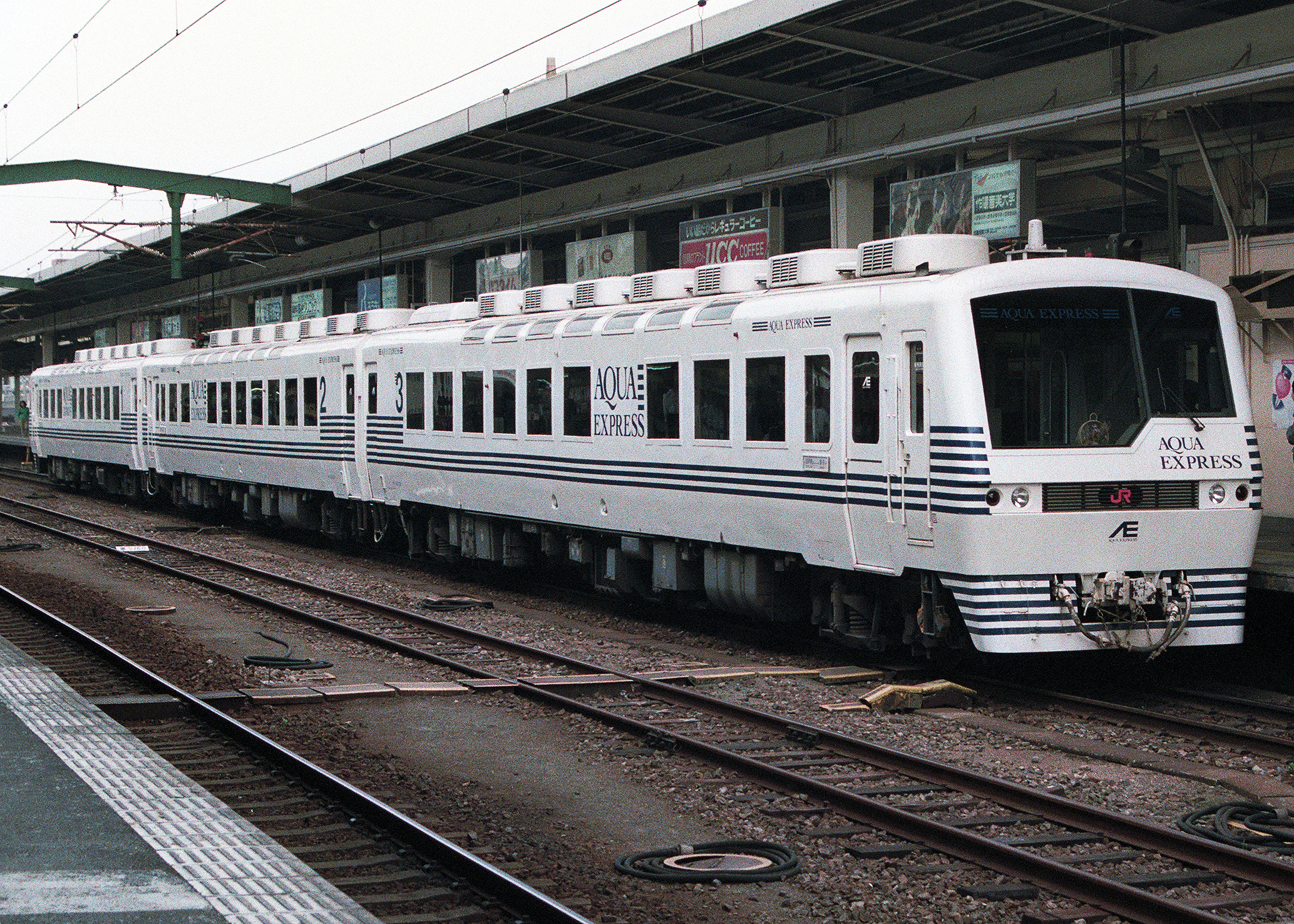
「アクアエクスプレス」

アクアエクスプレス(AQUA EXPRESS)は、九州旅客鉄道（JR九州）が1988年（昭和63年）から2002年（平成14年）まで保有していた特別仕様の鉄道車両（気動車）である。

## 改造の経緯
香椎線（香椎 - 西戸崎間）沿線の海の中道は1980年代に入り、福岡市中心部に近い行楽地として注目されるようになり、特に夏場の人出が増加した。この海の中道への行楽客の利便を図るため、日本国有鉄道（国鉄）では1983年（昭和58年）以降、毎年夏休み期間中にキハ58系気動車を使用して博多 - 西戸崎間を直通運行する普通列車「サンシャイン号」を運行したが、国鉄分割民営化後の1988年からは香椎線の需要拡大とイメージアップを目的として、専用車両を用いた直通普通列車を運行することになった。このために小倉工場でキハ58系気動車を改造して製作されたのが「アクアエクスプレス」である。
この車両は水戸岡鋭治がデザインを手がけた初の鉄道車両で、ロゴを多用した外部デザインや星模様を散らした黒地の座席・カーペットなどが特徴である。これ以降、水戸岡はJR九州の多くの車両デザインを手がけるようになった。

## 編成
以下の3両編成で構成されていた。車両番号の横の（ ）内は旧車両番号。博多側から1号車、2号車、3号車の順になっており、すべて普通車扱いである。
- 1号車 キハ28 7001（キハ28 2445） - 定員45人（座席36人）
- 2号車 キハ58 7003（キハ58 702） - 定員51人（座席35人）
- 3号車 キハ58 7004（キハ58 723） - 定員43人（座席40人）

## 構造

### 車体

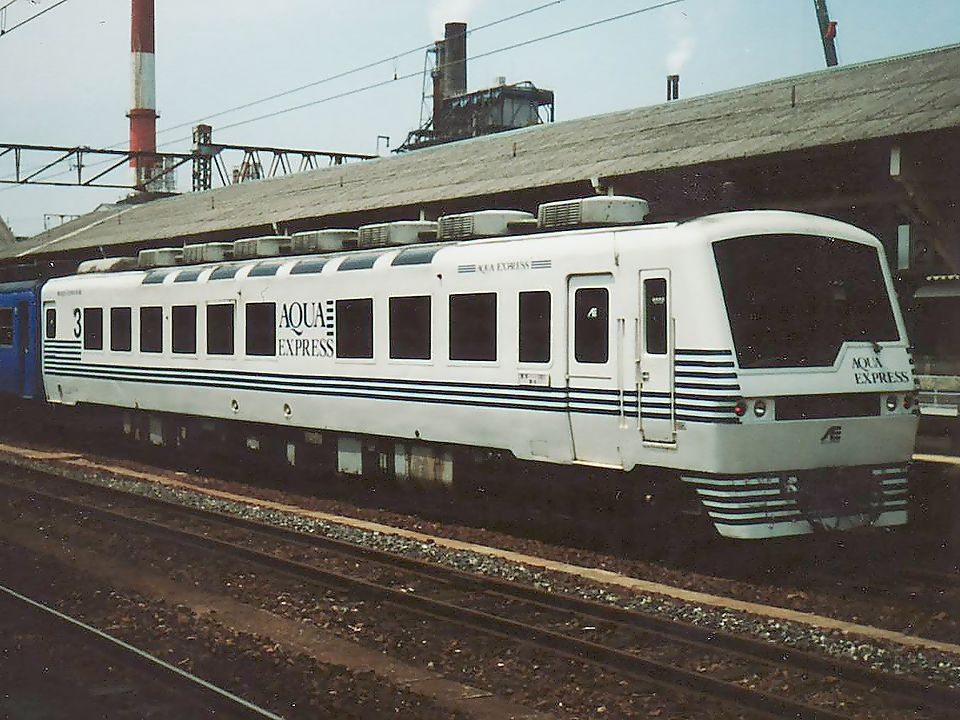
キハ58 7004

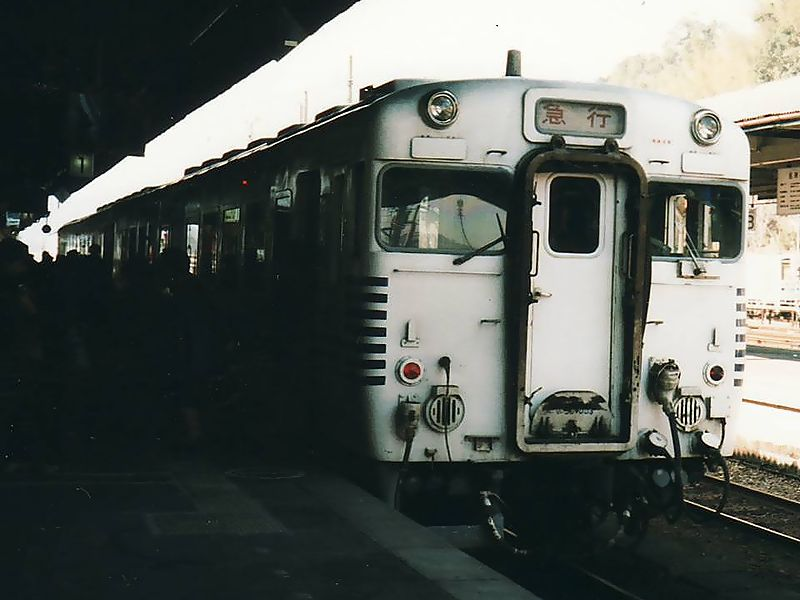
キハ58 7003

先頭車（1・3号車）では前面形状を大幅に変更し、やや傾斜をつけ、窓ガラスを大きくした非貫通形の前面としており、前照灯・尾灯は前面窓下に設置している。また先頭車の前面下部にはスカートを新設し、ジャンパ栓・栓受などを露出させず軽快なイメージを持たせている。中間車（2号車）は運転台を撤去せず、前面形状は塗装以外はほぼ改造前のままとなっている。
側面窓は従来の一段上昇窓から着色ガラスをはめた固定窓に改造し、側面窓の上方の屋根部に天窓を設置している。各車の車内にカラオケ装置を設置しており、その上部の窓1枚は埋められている。
車体塗装は白色地とし、窓下に濃い紺色帯を3本（側面車端部は7本、前面スカート部に5本）入れた塗装としている。これは空と海をイメージしたものである。各車とも後位（運転室と反対側）の出入口脇に号車番号を入れている。前面運転台窓下、側面両端出入口脇上部の窓の上、側面の窓を埋めた跡の部分、窓を埋めていない側の中央部窓下に「AQUA EXPRESS」のロゴを入れている。

### 車内
側面・天井部は白色、座席と床のカーペットは黒色とし、白と黒のモノトーンとして落ち着いたイメージを出している。
座席はシートピッチ（前後間隔）940mmで配置された転換クロスシートが主で、一部の座席は窓側に向けて固定することが可能な「パノラマシート」と呼ばれる回転式クロスシートとなっている。パノラマシートの通路を挟んで反対側の転換クロスシートは1人掛けとなっている。座席の色は全体が黒色となっており、モケット（表地）は黒地に小さな点々を散らした柄である。またパノラマシートは取り外してイベントスペースなどにすることも可能である。全席ともリクライニング機能は設けられていない。
車内の一角には半円形のテーブルを設置し、テーブルの下にカラオケ装置を収納している。天井の冷風吹出口の間に換気扇を新設し、蛍光灯は見栄えをよくするためグローブ付きとしている。各車の客室最後部にはビデオプロジェクタとスクリーンを設置している。
1・3号車の運転室後部の出入口では前面展望を可能とするため従来のデッキの仕切りを撤去し、簡易なガラスの仕切りに変更している。2号車では便所・洗面所を撤去し、更衣室とAV機器の制御盤を設けている。

### 台車・機器
台車・走行機器は変更されておらず、従来のDT22C形台車（キハ28形の付随台車は同系列のTR51C形台車）、DMH17Hエンジンのままである。冷房装置、冷房電源も従来のAU13A形分散式冷房装置、4VK発電用エンジンとDM83形発電機のままである。

## 運用
落成当初は竹下気動車区に配置され、1988年7月30日から営業運転を開始し、博多 - 西戸崎間の普通列車で使用された。
1991年（平成3年）3月12日に博多発西戸崎行きの団体運用中当時存在した工事用の仮設踏切にてパワーショベルと衝突、キハ28 7001が約45度に傾き脱線した。
この影響でキハ28 7001が修繕のため入場し復帰するまでキハ28やキハ65が一号車に連結され代走を行った。
1992年（平成4年）に香椎線での運行は終了し、翌1993年（平成5年）に人吉キャンペーンの一環として熊本運転所に転属し、同年3月18日のダイヤ改正により急行「くまがわ」で使用されるようになった。
1998年（平成10年）に中間車のキハ58 7003が廃車となり、2000年（平成12年）3月には先頭車も運用離脱し、2001年（平成13年）3月にはキハ58 7004が、翌2002年（平成14年）にはキハ28 7001が廃車となり消滅した。末期は豊肥本線等の普通列車でも運用されていた。